# Ilha Savo

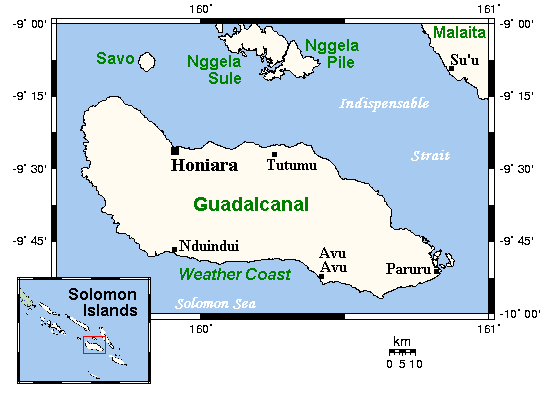
A pequena ilha Savo ao largo e a noroeste de Gudalcanal.

Savo é uma ilha vulcânica no arquipélago que forma as Ilhas Salomão, no Oceano Pacífico. Se localiza a noroeste da ilha de Guadalcanal, com quem faz parte, politicamente, da província de Guadalcanal nas Salomão.
O vulcão existente em Savo entrou em erupção pela última vez entre 1835 e 1850. Uma das erupções foi tão forte que extinguiu toda a vida, fauna e flora,  na ilha. Segundo a revista especializada em vulcanismo World Organization of Volcanic Observatories, o vulcão de Savo entra em atividade a cada período de tempo entre cem e trezentos anos. Antes das erupções do século XIX, a última havia ocorrido em 1568. 
A ilha faz parte da história da Segunda Guerra Mundial por sua proximidade com Guadalcanal e pelas águas ao seu redor terem sido o palco de diversas batalhas navais entre Aliados e japoneses durante a campanha militar em Guadalcanal, em 1942-1943. e graças a isso, serem chamadas de "som de fundo de aço", pela quantidade de navios de guerra afundados ali.